# The Grand Vizier's Garden Party
«The Grand Vizier’s Garden Party» es un instrumental dividido en tres partes del álbum Ummagumma de Pink Floyd. El nombre hace referencia al gran visir del Imperio Otomano, que fue el primer ministro del Sultán.

## Grabación
Las tres partes son escritas por Nick Mason a partir de la estructura del disco en el que cada miembro de la banda hizo su propia composición. Al igual que la mayoría de las canciones del álbum, es una pista muy experimental y se divide en partes: "Entrance", "Entertainment" y "Exit".
"Entrance" (Parte 1) se compone de una melodía corta de flauta, seguido por un redoble de caja y platillo, que comprende el primer minuto. "Entertainment" (Parte 2) que sigue, que contiene una variedad de percusión, incluyendo el kit estándar y los timbales. Un avión no tripulado está hecho de un timbal fuertemente reverberado, seguidos por los bucles de cinta de redobles de tambor en las diferentes partes de la batería y un solo de batería. La parte final, "Exit" (Parte 3), concluye la pieza con varias flautas en armonía durante los últimos 40 segundos. Las partes 1 y 3 fueron compuestas por Ron Geesin e interpretada por la flautista Lindy Mason, entonces esposa de Nick Mason.
"Entertainment" fue una de las muchas pistas que se jugaron en algún momento u otro de la pieza de concierto The Man and the Journey bajo el nombre de "Doing It!" Otros incluyen "Syncopated Pandemonium", "Up the Khyber", y "Party Sequence", ya que todos estos tambores ocupan un lugar destacado.

## Personal
- Nick Mason - batería, percusión, mellotron, xilófono.
- Lindy Mason - flauta.